# Harpyia baibarana
Harpyia baibarana är en fjärilsart som beskrevs av Matsumura 1927. Harpyia baibarana ingår i släktet Harpyia och familjen tandspinnare. Inga underarter finns listade i Catalogue of Life.